# 警視庁の三郎三傑

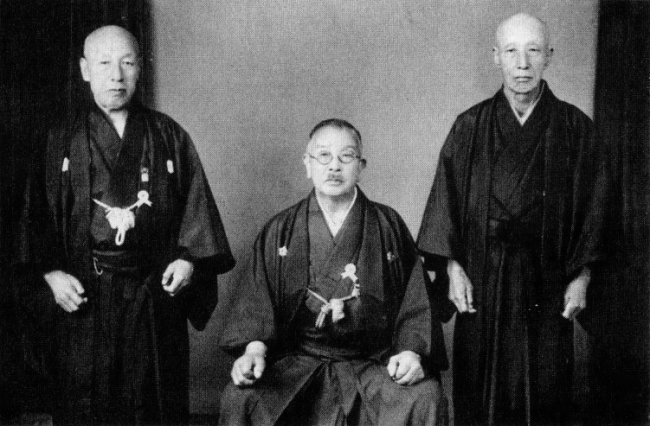
晩年の三郎三傑。左から高橋赳太郎、高野佐三郎、川崎善三郎。1939年撮影。

警視庁の三郎三傑（けいしちょうのさんろうさんけつ）は、明治中期に警視庁撃剣世話掛を務めた、3人の優れた剣術家のこと。
- 高野佐三郎
中西派一刀流。1886年（明治19年）任官。後に埼玉県警察部勤務。1913年（大正2年）剣道範士。
- 高橋赳太郎
無外流高橋派、津田一伝流。1887年（明治20年）任官。兵庫県警察部、大阪府警察部にも勤務した。1919年（大正8年）剣道範士。
- 川崎善三郎
無外流土方派。1886年（明治19年）任官。後に山梨県警察部勤務。1923年（大正12年）剣道範士。